# John Dyke Acland
John Dyke Acland (18 febbraio 1746 – 31 ottobre 1778) è stato un ufficiale e politico britannico.

## Biografia
Era il figlio maggiore ed erede apparente di Sir Thomas Dyke Acland, di Killerton e Petherton Park, e di sua moglie Elizabeth Dyke, figlia ed erede di Thomas Dyke.

## Carriera
Acland era colonnello del I Battaglione, Devon Militia, formato per proteggere la Gran Bretagna da una temuta invasione francese. Nel 1774 fu eletto deputato per Callington in Cornovaglia, e espresse con forza le sue opinioni tory in parlamento opponendosi in modo virulento al movimento dei coloni americani per ottenere l'indipendenza in seguito alla loro denuncia di "Nessuna tassazione senza rappresentanza".
Ha manifestato il suo disprezzo nei confronti di quei colleghi parlamentari che cercavano di placare i coloni e hanno definito le loro concessioni "nugali e umilianti" e certi di provocare "una totale convulsione dell'impero britannico". Si dice che la sua veemenza abbia allarmato persino lo stesso re Giorgio III.
Il primo cugino di sua moglie, il famoso Charles James Fox, lo criticò selvaggiamente in Parlamento. Mentre era ancora membro del Parlamento, acquistò una commissione come ufficiale nel 20th Regiment of Foot.
L'8 aprile 1776, accompagnato dalla moglie e dal suo cane "Jack Ketch", salpò nel per il Canada come uno dei Granatieri nel 20 ° piede, servendo sotto il suo amico generale John Burgoyne in testa di un esercito per rinforzare le truppe britanniche. Fu presente con Burgoyne durante la sua invasione nel nord di New York nel 1777.

### Prigioniero di guerra
Il 7 ottobre 1777, nella Battaglia di Bemis Heights, vicino a Stillwater, New York, fu colpito da colpi di arma da fuoco dagli americani e fu fatto prigioniero. A sua moglie, Lady Harriet, fu permesso di entrare nel campo americano per curare il marito e fu ben trattata dai soldati americani.
Acland era grato per le cure ricevute durante il recupero come prigioniero di guerra, tanto che dopo il suo ritorno in Inghilterra sfidò un certo tenente Lloyd a duello quando quest'ultimo parlò male degli americani a una cena. Anche se è sopravvissuto al duello, prese un raffreddore durante il quale è morto a Pixton Park nel 1778.

## Matrimonio
Sposò, il 3 giugno 1770 a Redlynch Park, Lady Harriet Fox-Strangways (3 gennaio 1750-21 luglio 1815), figlia di Stephen Fox-Strangways, I conte di Ilchester. Ebbero due figli:
- Elizabeth "Kitty" Acland (13 dicembre 1772-5 marzo 1813), sposò Henry Herbert, II conte di Carnarvon[5], ebbero cinque figli;
- Sir John Dyke Acland, VIII Baronetto (1778-24 febbraio 1785)[8].

## Morte
Morì il 31 ottobre 1778. Lasciò un figlio neonato nato nel 1778, all'età di soli pochi mesi, che morì 7 anni dopo, avendo ereditato il titolo da suo nonno.